# Accidente carretero de El Monte
El accidente carretero de El Monte fue un acontecimiento ocurrido el día 23 de noviembre de 2010 en la Autopista del Sol, donde un bus de la empresa Turbus, que se dirigía desde San Antonio con destino a Santiago, colisionó de frente con un camión, dejando un saldo de 20 muertos y 22 heridos.

## Antecedentes

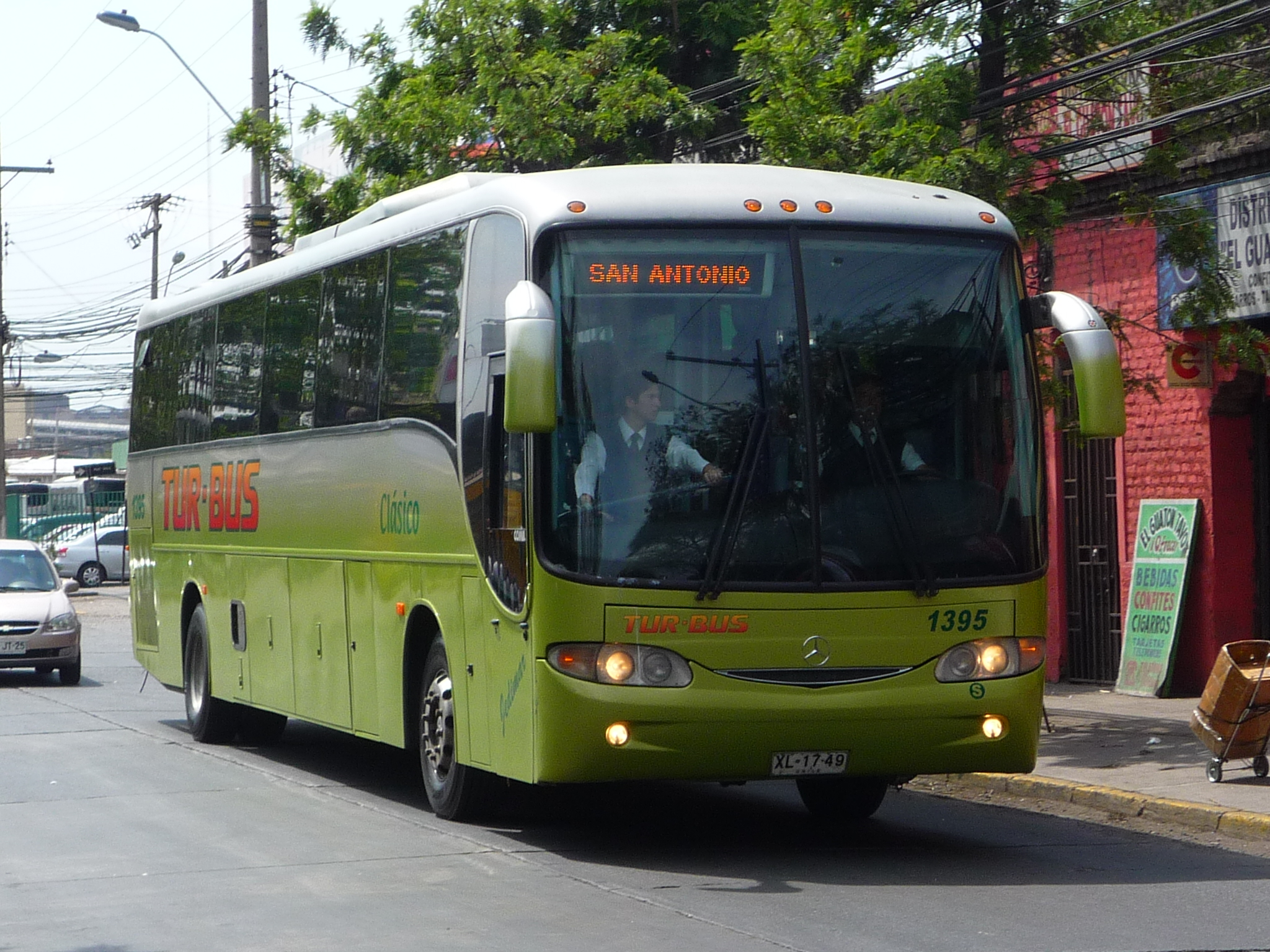
Máquina de Tur Bus Mercedes Benz OH-1628L, Comil modelo Campione 3.45, similar a la accidentada.

El Bus salió a las 6:00 de la mañana desde San Antonio con destino a Santiago, era conducido por José Luis Abarca Saavedra, en su interior viajaban 41 pasajeros, mas el asistente del bus. El bus correspondía a la unidad número 1399 de chasis Mercedes Benz OH-1628L, de carrocería brasileña Comil, modelo Campione 3.45, del año 2004.

## El Accidente
A las 7:15 de la mañana a la altura del kilómetro 45 de la Autopista del Sol, pasado la salida Santa Adriana en la comuna de El Monte, el bus traspasa la barrera de contención que divide ambas calzadas, colisionando de frente a un camión de una empresa de huevos que llevaba un acoplado cisterna, a causa del impacto fallecieron ambos conductores, el asistente del bus, otros 19 pasajeros y más de una veintena de pasajeros quedaron heridos, además de quebrarse todos los huevos. La fuerza del impacto hizo que el bus girara en sentido contrario y se arrastrara, junto con el camión, por sobre una segunda barrera de contención, para terminar ladeado sobre el terreno a un costado de la autopista. Este accidente fue el tercero con mayor cantidad de víctimas fatales, protagonizado por un bus de dicha empresa.

## Responsabilidades Legales
Ocho funcionarios de la empresa Tur Bus, fueron formalizados por su eventual responsabilidad en el accidente, aunque en algún momento se mencionó que el accidente se debió a que el conductor se habría quedado dormido, finalmente se determinó que la causa fue, fatiga de material y mal mantenimiento de la máquina. Finalmente se llegó a un acuerdo de una indemnización por 998 millones de pesos que se repartía entre los afectados, el caso se cerró en septiembre de 2015.

## Memorial
Después del accidente se creó una Agrupación de víctimas del accidente, y en 2014 el MOP inauguró un memorial ubicado en el lugar del accidente en la calzada norte de la Autopista del Sol. 